# Ahvenjärvi (sjö i Finland, Kajanaland, lat 64,32, long 29,20)
Ahvenjärvi är en sjö i Finland. Den ligger i kommunen Kuhmo i landskapet Kajanaland, i den centrala delen av landet, 500 km nordost om huvudstaden Helsingfors. Ahvenjärvi ligger 193 meter över havet. Den är 12,1 meter djup. Arean är 48,1 hektar och strandlinjen är 3,38 kilometer lång. Sjön  ingår i Uleälvens huvudavrinningsområde. 